# 徐現宇
徐現宇（1983年11月20日—），常見譯作徐賢宇，韓國男演員。

## 影視作品

### 電視劇
- 2013年：KBS2《Drama Special－魔鬼》
- 2015年：MBC《暴風的女子》
- 2016年：SBS《大扑》飾演 朴弼顯
- 2016年：tvN《The Good Wife》飾演 白敏赫
- 2018年：tvN《我的大叔》飾演 宋石範
- 2018年：tvN《tvN Drama Stage獨幕劇－文集》
- 2018年：MBC《時間》飾演 千秀哲
- 2019年：OCN《所有人的謊言》飾演 仁東久
- 2020年：tvN《惡之花》飾演 金武鎮
- 2022年：tvN《獵鑽緝兇》飾演 權賢祖
- 2022年：tvN《藝人經紀人生存記》飾演 金衆敦
- 2023年：wavve《朴河京旅行记》
- 2023年：Netflix《絕世網紅》飾演 張賢秀
- 2024年：Disney+《杀人者的购物中心》
- 2024年：Disney+《逆貧大叔》飾演 鄭韓民
- 2024年：Disney+《首爾破笑組》飾演 鄭正煥
- 2024年：SBS《熱血司祭2》飾演 南頭憲
- 2025年：SBS《我們的電影》飾演 夫勝元
- 2025年：ENA《善良的女人夫世美》飾演
- 2026年：TVING《中了樂透頭獎也要上班》飾演 梁俊浩

### 電影
- 2011年：《白色：诅咒的旋律（英语：White: Melody of Death）》饰演 节目FD
- 2011年：《高地戰》饰演 春川人民军2
- 2012年：《爱情小说》饰演 义奎
- 2012年：《首爾諜戰》饰演 秘室监控组长要员
- 2013年：《特務戇金》饰演 控制室要员
- 2013年：《觀相》饰演 镇武
- 2013你：《素媛》饰演 急救队员
- 2013年：《少女（英语：Steel Cold Winter）》饰演 数学老师
- 2023年：《諜影殺機》饰演 Research Agent
- 2013年：短片《水族馆旅馆》（모텔 아쿠아리움）
- 2014年：《走到尽头（英语：A Hard Day）》饰演 监察组成员
- 2014年：《哭泣的男人（英语：No Tears for the Dead）》饰演 金融犯罪特别调查组成员
- 2014年：《索命人孔蓋（英语：Manhole (2014 film)）》饰演 男巡警
- 2014年：短片《杰克男孩》
- 2015年：《辣手警探》飾演 崔常務隨行人員
- 2015年：《愤怒的律师（英语：The Advocate: A Missing Body）》饰演
- 2015年：《致命第六感（英语：Fatal Intuition）》饰演
- 2015年：《北边来的旅行者》（북쪽에서 온 여행자）饰演 脱北掮客
- 2015年：短片《炳久》（병구）饰演 炳久
- 2015年：短片《6D剧场》（6D 극장）饰演 亚瑟王
- 2016年：《舞水端》饰演 李贤锡中尉
- 2016年：《哥哥（英语：Hiya (film)）》饰演 金勇万
- 2016年：《活埋35夜》饰演 SNC记者
- 2016年：《酒神小姐（英语：The Bacchus Lady）》饰演 医生
- 2016年：短片《Teach Me》（티치 미）饰演 成勋
- 2016年：短片《地下的男人》（지하의 남자）饰演 炳基
- 2017年：《我只是個計程車司機》饰演 保安司令部1
- 2017年：《沉默的目擊者》饰演 泰国分公司社长
- 2017年：《1987：黎明到來的那一天》饰演 李检察官
- 2017年：短片《咖啡黑电影》（커피 느와르: 블랙 브라운）饰演 胜圭
- 2017年：短片《白千》（백천）饰演 白千
- 2018年：《一级机密（英语：The Discloser）》饰演 车上尉
- 2018年：《消失的夜晚（英语：The Vanished (2018 film)）》饰演 东久
- 2018年：《7年之夜（英语：Seven Years of Night）》饰演 李警官
- 2018年：《比老虎可怕的冬季客人（英语：A Tiger in Winter）》饰演 富廷
- 2018年：《信徒》饰演 正日
- 2018年：《剧场誓约》饰演 正佑
- 2018年：《负罪少女（英语：After My Death）》饰演 班主任
- 2018年：《我們的美好時光（英语：Beautiful Days (film)）》饰演 母亲的恋人
- 2020年：短片《末日驾驶者》（종말의 주행자）饰演 东植
- 2019年：《陪審員們（英语：Juror 8）》飾演 姜斗植
- 2019年：《我想有個爸》飾演 成旭
- 2019年：《復仇母親（英语：Bring Me Home (film)）》飾演 金巡警
- 2019年：《戀愛冒險》飾演 宗弼
- 2019年：《白頭山：半島浩劫》飾演 1次長
- 2020年：《超“人”氣動物園》飾演 吴秘书
- 2020年：《南山的部長們》飾演 全斗赫
- 2020年：《國都劇場》飾演 尚振
- 2020年：《詭妹》飾演 韓博士（友情出演）
- 2020年：《放牧人》饰演 小新
- 2020年：短片《将她抹去的时间》（그녀를 지우는 시간）
- 2020年：短片《移民船》（이주선）
- 2020年：短片《我们是一家人》（위아패밀리）饰演 东秀
- 2021年：《今天決定我愛你》飾演 孝英的丈夫（友情出演）
- 2021年：《摇滚在线》（라이브 하드）饰演 制作人
- 2021年：《獨自生活的人們（英语：Aloners）》飾演 聖勳
- 2021年：《怪奇大厦》饰演 中介人
- 2021年：《獵魂者》飾演 白上士
- 2022年：《解禁男女》飾演 黃組長
- 2022年：《怪奇大厦》飾演 中介人
- 2022年：《分手的決心》飾演 哲成
- 2022年：《雷鳥（英语：Thunderbird (2022 film)）》飾演 泰均
- 2022年：《正直的候选人2》飾演 趙泰柱
- 2022年：《Seire（英语：Seire (film)）》飾演 宇振
- 2023年：飾演 千系長
- 2023年：《8釐米：詛咒影帶》
- 2024年：《盧基菀》飾演 恩哲
- 待定：《84平方米》[2]